# Aïstopoda
Die Aïstopoda sind ein fossiles Taxon beinloser Landwirbeltiere. Sie werden in die Gruppe der Hüllenwirbler (Lepospondyli) eingeordnet und lebten während des frühen Karbon bis in das frühe Perm in Europa und Nordamerika. Die bekannteste Vertreter waren Ophiderpeton und Phlegetonia.

## Merkmale
Die Aïstopoda waren beinlose Lepospondylen, eine Gruppe amphibienähnlicher Landwirbeltiere, die wahrscheinlich ein basaler Ast in der Stammgruppe der Amniota sind. Sie erreichten eine Körperlänge von 5 bis 100 Zentimetern und ähnelten in ihrer Lebensweise und ihrem Aussehen kleinen Schlangen. Der Körper war langgestreckt und besaß bis zu 230 Wirbel, während der Schwanz sehr kurz war. Der Kopf war gekennzeichnet durch den Verlust und die Verschmelzung zahlreicher Knochen im Schnauzenbereich, dem Nacken und in der Schädeldecke. Dadurch wurde der Schädel sehr beweglich und die Kiefer konnten weit geöffnet werden.

## Systematik
Die Abstammung und phylogenetische Verwandtschaft der Aïstopoda ist bis heute nicht vollständig geklärt. Meist werden sie mit den ebenfalls im Karbon lebenden Adelospondyli zu einem Taxon vereint, das die Schwestergruppe aller anderen Lepospondylen ist.
- Aïstopoda
  - Lethiscus
  - Ophiderpeton
  - Pseudophlegethontia
  - Oestocephalidae
    - Coloraderpeton
    - Oestocephalus

  - Phlegethontiidae
    - Dolichosoma
    - Phlegethontia
    - Sillerpeton